# Adikia
Adicia (em grego clássico:  Ἀδικία), na mitologia grega, era uma Daemon que personificava a injustiça, filha de Nix, a noite, por si mesma ou unida a Érebo, as trevas, ou ainda filha de Éris, a discórdia, por si mesma sem um pai.
Deusa da injustiça era companheira inseparável de Disnomia, a desordem, e de outros males da humanidade, seu oposto era Dice, a deusa da justiça.